# Sofiane Feghouli
Pour les articles homonymes, voir Feghouli.
Sofiane Feghouli né le 26 décembre 1989 à Levallois-Perret, est un footballeur international algérien. Il évolue au poste de Milieu de terrain au club irakien du Amanat Baghdad (en).

## Biographie

### Jeunesse
Sofiane Feghouli est né à Levallois-Perret région parisienne, de parents algériens dont le père est originaire de Tiaret dans la région des Hauts Plateaux et la mère de Ghazaouet dans la Wilaya de Tlemcen. Il possède la nationalité française.
Il grandit à Saint-Ouen en Seine-Saint-Denis, où il commence le football dans son quartier avec son grand frère. En 1998, à l'âge de 8 ans il intègre le Red Star, puis en 2003, il rejoint le Paris FC. L'année suivante, il intègre le centre de formation du Grenoble Foot 38, où il signe professionnel à l'âge de 17 ans, le 31 mai 2007.

### Carrière en club

#### Débuts professionnels à Grenoble Foot

##### Saison 2006 a 2008
Après de bonnes performances en équipe réserve du Grenoble Foot 38, Sofiane Feghouli intègre sous les ordres de Yvon Pouliquen, l’équipe A, le 27 avril 2007, au stade Auguste-Delaune, contre le Stade de Reims, il fait ses premières minutes en pro seulement à 18 ans, en remplaçant Chahir Belghazouani à la 77e minute, victoire 0-1 des Grenoblois, le match suivant face au SC Bastia, il est sur le banc, il faudra attendre la 36e journée contre le FC Metz où là aussi, il rentre seulement à 10 minutes de la fin à la place de Yann Kermorgant, cependant, lui et Grenoble s'imposent 1-2, au Stade Saint-Symphorien, il joue le dernier match de cette saison 2006-2007 en Ligue 2, contre MHSC. Pour sa première saison en pro, il aura au total joué seulement trois matchs mais aucun en tant que titulaire.
Cette saison 2007-2008 sera extrêmement importante pour Sofiane Feghouli, il devient de plus en plus important au sein de l’équipe grenobloise avec l'arrivée du technicien bosniaque Mécha Baždarević, dans un premier temps, toujours dans la logique de la saison passée, Feghouli, joue quelques bouts de minutes en championnat, notamment dès la première journée en Ligue 2, contre le CS Sedan, où il rentre à la 74e minute à la place de Milos Dimitrijevic, le match se termine par un score nul de 0-0, à noter qu'il s'agira pour Feghouli de son premier match à domicile en pro,. Lors de la dixième journée, il reçoit son premier carton jaune en pro, contre le FC Libourne-Saint-Seurin, le 11 janvier 2008, il devient pour la première fois titulaire, contre le SCO Angers, le match se terminera sur le score de 0-0. Le match suivant, Sofiane Feghouli réalise son premier but en pro contre le Stade de Reims, dans un match assez redondant, il inscrit le 2-0, à la 16e minute, sur un joli coup franc pleine lucarne, que Johan Liébus ne peut arrêter, le match se termine sur le score de 3-4 pour Grenoble,. Avec ces dernières bonnes prestations, Feghouli devient de plus en plus, titulaire pour le coach de Grenoble, pour le compte de la 30e journée, il offre la victoire de son club contre Guingamp à l’extérieur, score 1-2, dans un match important pour la montée en Ligue 1, joue tous les matchs le reste de la saison, avec une bonne performance du club en général, lui et son club arrivent à terminer troisième de la Ligue 2 et accèdent en Ligue 1.

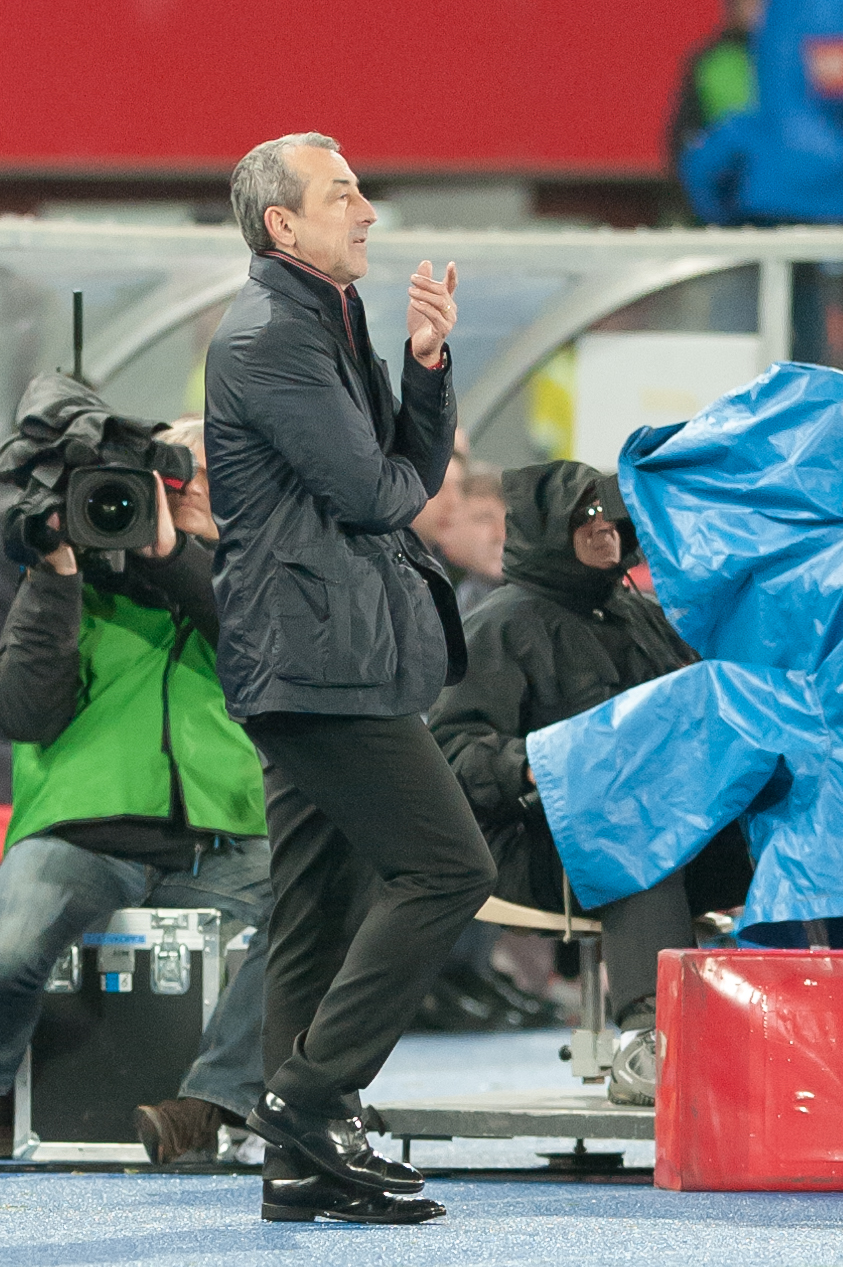
Mécha Baždarević, entraîneur de Feghouli entre 2006 et 2008.

##### Saison 2008-2009
Après une bonne saison l'an dernier en Ligue 2, serait approché par plusieurs clubs, notamment par de grands clubs européens comme l'Inter Milan, la Juventus Turin, Liverpool et l'Ajax Amsterdam, cependant Sofiane Feghouli dira : « J'ai entendu parler de ces intérêts, mais j'essaie de ne pas y penser. Ma tête est à Grenoble ».
Pour cette saison 2008-2009 en Ligue 1, il dans le onze titulaire dès la première journée le FC Sochaux, lui et son équipe s'imposent sur le score de 1-2, à l’extérieur au stade Auguste-Bonal, d'ailleurs dans ce match, il recevra son premier carton jaune de la saison.Lors de la quatrième journée, après une très bonne prestation contre l'AS Monaco, Feghouli et son équipe s'imposent sur le score 1-0, il fera partie de l'équipe type de L1 pour cette journée. Au fil des matchs, il devient de plus en plus important au sein de la construction du jeu de Grenoble, le technicien bosniaque Mécha Baždarević, le fait même permuter entre le poste de milieu droit à celui de milieu gauche, ainsi Sofiane Feghouli devient de plus en plus polyvalent dans le jeu, cette caractéristique lui permet d’être sélectionné par Erick Mombaerts, en équipe de France espoirs, le 19 novembre 2008, contre le Danemark, en amical. Pendant le mercato d'hiver de la saison 2008-2009, Pierre Wantiez, directeur général, de Grenoble Foot 38, dira :

« Sofiane me fait penser à Mevlut Erding, que j’ai eu à Sochaux : plein de talent et très posé dans sa tête. Il sait qu’on est prêt à le prolonger, à revoir les conditions de son contrat. On peut trouver une solution, un bon équilibre entre projet sportif et revalorisation de son contrat. Mais si de très gros clubs viennent le chercher, on devra le laisser partir, car on ne pourra jamais proposer autant d’argent qu’eux. »

— Pierre Wantiez
Après globalement un bon début et milieu de saison, la fin, par contre s'annonce compliquée pour Feghouli, où le 28 février 2009, contre le FC Nantes, il se blesse au genou et doit laisser sa place à Laurent Courtois à la 57e minute, cette blessure le privera du terrain pendant quelques semaines. Lors de son retour, contre l'Olympique de Marseille, elle que son équipe perd 1-0, il sort à la 53e minute en cédant sa place à Larsen Touré, là aussi, après ce match, le jeune espoir tricolore sera absent pour les matchs suivants, mais cette fois-ci cette blessure sera synonyme de fin de saison. Il aura au total cette saison, toute compétition confondue, joué 28 matchs et aura délivré 4 passes décisives.

##### Saison 2009-2010
Cette dernière saison de Sofiane Feghouli, avec Grenoble, sera une saison extrêmement compliquée dans un premier temps, le 26 septembre 2009, lors de la septième journée de Ligue 1, contre l'AJ Auxerre, Feghouli s'est fait remarquer, après avoir adressé un bras d’honneur aux supporters de Grenoble. Alex Ferguson, l’entraîneur de Manchester United, aurait tenté de recruter le joueur sur un prêt de six mois. Après un début catastrophique de Grenoble, dès le mois de novembre, Sofiane Feghouli, sera inapte pour tous le reste de la saison souffrant d'une lacération du ménisque.
En février 2010, Pierre Wantiez, dira à propos de la blessure de Sofiane Feghouli :

« Je suis un peu surpris que ce soit si long pour qu'il revienne. Je me demande si Sofiane se prépare pour le 1er juillet ou pour être le plus vite possible avec nous. Il n'est pas du tout exclu mais on a aussi une fin de saison à préparer et on veut d'abord s'appuyer sur ceux qui resteront avec nous la saison prochaine. »

— Pierre Wantiez
Il n'aura joué cette saison que six matchs toutes compétitions confondues, Grenoble terminera dernier du championnat avec seulement 23 points, et Feghouli quittera le club avec tristesse.

#### Nouveau départ vers l'Espagne à Valence

##### Saison 2010-2011

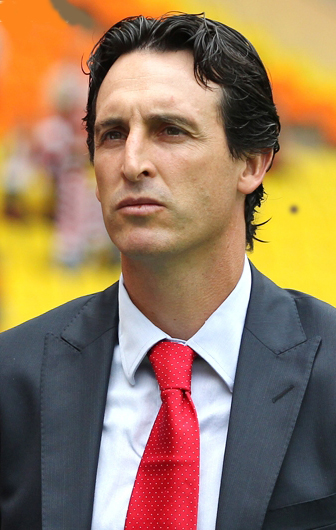
Unai Emery entraineur de Feghouli de 2010 a 2012.

Sofiane Feghouli signe le 22 avril 2010 un contrat de quatre ans pour le club espagnol du Valence CF, (son contrat avec Grenoble expirant fin juin 2010), il sera coaché par le technicien espagnol, Unai Emery.
Le 25 septembre 2010, il a fait ses débuts en Liga, en remplaçant Juan Mata à la 70e minute, lors d'une victoire 2-0 contre le Sporting de Gijón. Le 28 janvier 2011, après avoir joué seulement deux matchs, pour l'équipe du FC Valence, Sofiane Feghouli a été prêté à l'équipe de l'Unión Deportiva Almería, jusqu'à la fin de la saison, il portera le numéro 7, à noter que le FC Getafe  et Levante était sur le joueur aussi,,. Le 5 février 2011, il joue son premier match, contre l'Espanyol de Barcelone, en remplaçant à la 83e minute, Albert Crusat, le match se terminera sur victoire de Almeria 3-2. Son entraîneur, José Luis Oltra, lui accorde de plus en plus de temps, avec les Rojiblancos, lors de la 25e journée, contre Málaga FC, il ouvre le score, dès la neuvième minute, il s'agira de son premier but en Liga, le 6 mars 2011, face au Hércules de Alicante, il marque un but important qui permet d’égaliser à la 70e minute, son équipe s'impose 1-2, et continue sa course au maintien. Malgré sa bonne participation, Sofiane Feghouli ne peut empêcher la relégation du club qui termine dernier du championnat. Il aura au total joué six matchs seulement en Liga, et aura marqué deux buts.

##### Saison 2011-2012
Pour cette deuxième saison 2011-2012, sous les couleurs du FC Valence, Unai Emery, lui fera plus confiance que la saison dernière, il portera le numéro 8, son premier match de la saison en Ligue des champions, pour le compte de la première journée en phase de groupe, contre le KRC Genk, au Luminus Arena, il sort à la 69e minute, au profit de Pablo Hernández Domínguez, malgré cela, le match se termine sur un score de 0-0. Il fait sa première apparition en championnat, lors de la septième journée, contre Grenade, son équipe et lui s'imposent sur le score de 1-0. Le 29 octobre 2011, il marque son premier doublé en Liga, et même dans le monde professionnel, contre Getafe, son premier but sera une reprise de volée à la 12e minute et le second but à la 25e minute, le match se terminera sur une victoire de Valence 3-1. Il enchaîne les bonnes performances et réalise même sa première passe décisive en Liga, contre le Rayo Vallecano, il finit l’année  2011, sur une bonne note et Unai Emery, est décidé à le mettre dans le 11 titulaire définitivement.
Pour ce premier match en 2012, en championnat lors du choc contre le Villarreal, Sofiane Feghouli, marque un but sur une passe de Miguel, à la 40e minute, qui permet à son équipe de revenir sur le score de 2-1 avant la mi-temps. Par la suite, il sort à la 75e minute, mais son équipe arrive à arracher le match nul à la dernière minute, score 2-2. Les matchs suivants en championnat il réalise de très bons matchs, en marquant contre : Sporting Gijón (23e journée), Grenade (26e journée) et le Betis Séville (35e journée). En Ligue des champions, son équipe et lui terminent troisième en phase de groupe et donc in fine seront repêchés en Ligue Europa, malgré un parcours honorable où d’ailleurs Feghouli s'illustra en offrant une passe décisive à Adil Rami contre le PSV Eindhoven en 1/8 de retourou en 1/4 retour la aussi pour Adil Rami, contre une autre club néerlandais, AZ Alkmaar, le FC Valence, échoue contre l'Atlético Madrid, futur vainqueur de cette compétition en demi-finale. En Coupe du Roi, il échoue la aussi demi-finale avec son club, contre le FC Barcelone. Au-delà des résultats concrets du club, Sofiane Feghouli se remarqua par son engagement et son talent sur le terrain durant toute cette saison, cette progression ne tarde pas à marquer les esprits et il devient de plus en plus le chouchou du public du FC Valence, d'ailleurs dans le plan de Unai Emery, Feghouli joue essentiellement au poste d'allier droit au milieu offensif. Cette saison, il aura joué 49 matchs, aura marqué 6 buts, aura délivré 11 passes décisives, averti 11 fois de carton jaunes, et aura été expulsé 2 fois.

##### Saison 2012-2013
Après avoir été entraîné pendant deux ans par Unai Emery, ce dernier sera remplacé par Mauricio Pellegrino, désigné entraîneur du Valence CF, le 7 mai 2012, et prend officiellement ses fonctions le 1er juillet 2012. Il joue le premier match de la saison, contre le champion en titre d'Espagne, le Real Madrid, au Stade Santiago Bernabéu, il reçoit d'ailleurs son premier carton jaune de la saison, au dépit d'un bon match de sa part, son équipe réalise un bon match nul sur le score de 0-0. Le match suivant pour la deuxièm journée en Liga, il marque son premier but contre le Deportivo La Corogne à la 41e minute, où il marque le  3-1, mais l’équipe adverse arrive à arracher le match nul 3-3. Les deux matchs suivants à domicile en championnat il marque des buts, décisifs, notamment, contre le Celta de Vigo, où il marque dès la troisième minute, victoire 2-1 de Valence, et contre le Real Saragosse, mais dans ce match, il recevra un carton rouge. En Ligue des champions de l'UEFA 2012-2013, il réalise son premier doublé en Europe de sa carrière, contre le Bate Borisov, (51e et 86e minutes, qui permet au FC Valence de gagner ce match et de passer en 1/8, en compagnie du Bayern Munich, ce même club auquel Sofiane Feghouli marquera un but pour la cinquième journée de cette phase de groupe à la 77e minute, mais Thomas Müller égalise pour les Bavarois cinq minutes après, le match se termine sur un match nul, 1-1, à la fin de la phase de groupe, Feghouli et le FC Valence, termine deuxième du groupe. Il joue tous les matchs le reste de l’année 2012, avant de partir, rejoindre la sélection algérienne en Coupe d'Afrique des nations de football 2013.

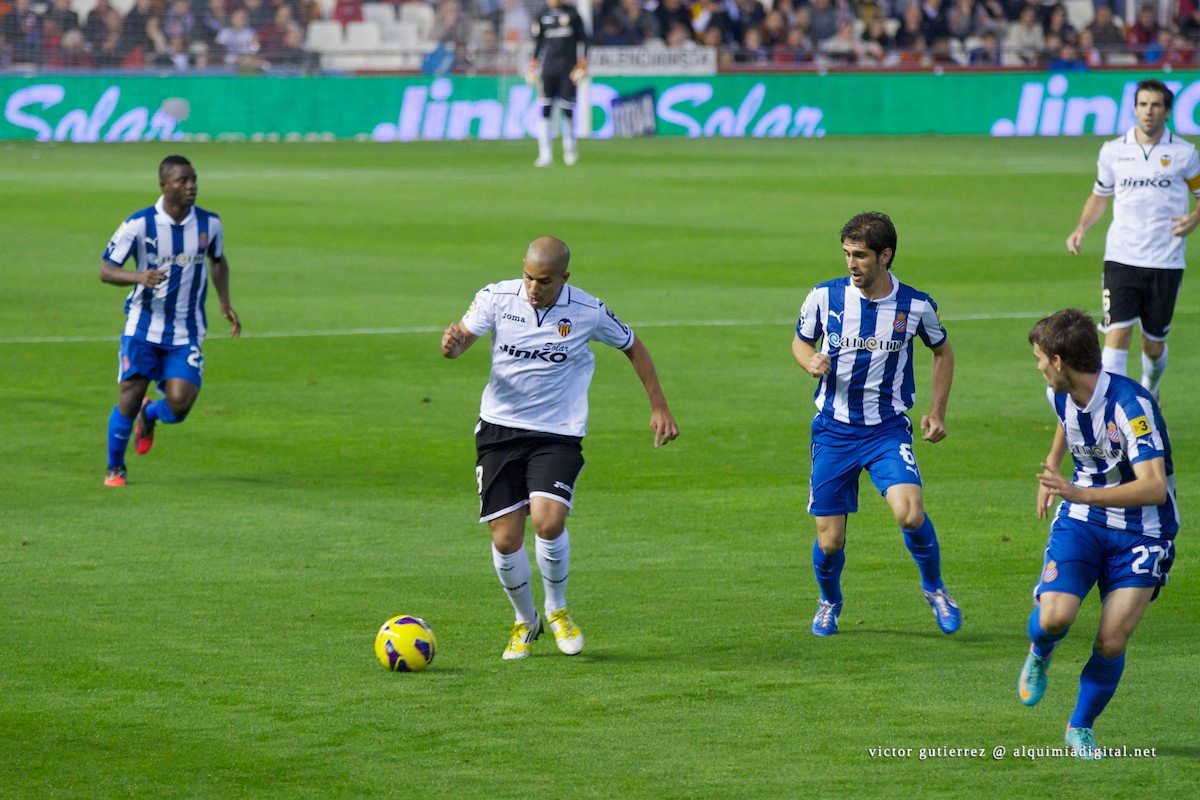
Sofiane Feghouli contre l'Espanyol de Barcelone, le 17 novembre 2012

Après un retour d'une Coupe d'Afrique ratée, son nouvel entraîneur, Ernesto Valverde, le fait plus permuter sur le côté gauche, en tant qu'allier. Pour cette nouvelle année, il joue son premier match, pour la 23e journée, contre le Celta de Vigo, match nul, 0-0. Trois jours plus tard, lui et son équipe affrontent le Paris Saint-Germain, il perd à domicile, pour le match aller, 1-2, et au retour au Parc des Princes, il réalise un match nul (1-1), Feghouli et son équipe arrêtent donc leur aventure européenne en 1/8, malgré tout, il déclare :

« A Valence, on était passé à côté de notre match mais là, on a joué à notre rythme, on a joué notre football du début à la fin, avec personnalité. Malheureusement, il a manqué ce deuxième but pour pouvoir les faire douter davantage. Paris a mérité sa qualification et bonne chance à eux pour la suite. »

— Sofiane Feghouli
En championnat, son équipe et lui terminent sixièmes au classement final, et se qualifient à la prochaine Ligue Europa, en Coupe du Roi, son équipe et lui s'arrêtent en quarts de finale, éliminés par le Real Madrid même si Sofiane Feghouli a joué très peu de matchs en coupe nationale, au total, il aura participé à 37 matchs et aura réalisé 6 buts.

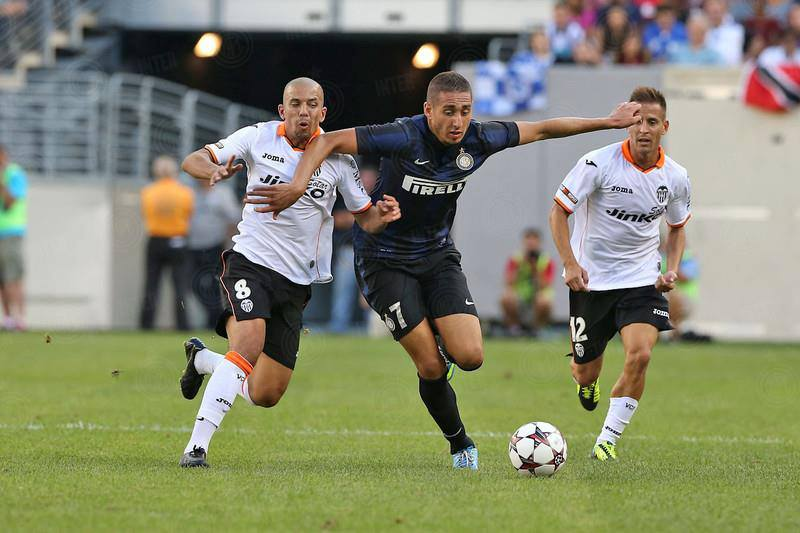
Feghouli et Belfodil lors d'un match entre le Valence CF et l'Inter Milan à New York le 04 08 2013.

##### Saison 2013-2014
Pour cette troisième saison avec le FC Valence, Sofiane Feghouli, participe au tournoi amical, à l'International Champions Cup 2013, où il affronte l'Inter Milan, le Milan AC et Everton, entre-temps, Feghouli connaîtra son troisième au club, avec la venue du Serbe Miroslav Đukić, il joue le premier match de la saison en Liga, contre Málaga, match nul 0-0. Contrairement sous le coatching de Unai Emery et Ernesto Valverde, son coach actuel va le placer essentiellement au poste de ailier droit, son premier but de la saison sera en Ligue Europa, contre le Kouban Krasnodar, pour la deuxième journée, à la 82e minute, sur un coup franc direct, victoire 0-2, du FC Valence. Le 10 novembre 2013, il marque son premier but de la saison en Liga, contre Real Valladolid, à la 76e minute, qui permet d’égaliser sur le score e 2-2. Il aura un problème de mollet, qu'il l’écarte quelques jours, il ratera notamment la 12e journée contre Osasuna.
En 2014, en Liga, son premier but de cette année sera contre Levante, le 4 janvier, à la 73e minute, il marque le 2-0. Il marque contre le Betis Séville, à la 63e minute, dans une victoire de Valence 5-0. Son équipe et lui termineront dixième en championnat, iront en 1/8 en Coupe du Roi, en Ligue Europa, comme en 2012, Valence et Feghouli échoue en demi-finale, contre le FC Séville, la aussi futur vainqueur dans cette compétition. Au total, il aura joué 45 matchs pour 7 buts.

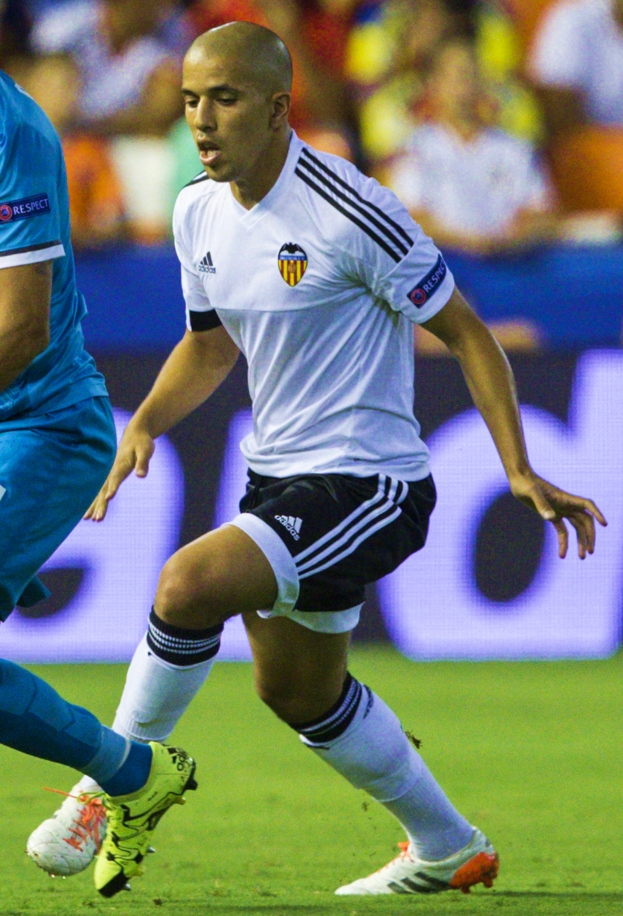
Feghouli en Ligue des champions contre le Zénith Saint-Pétersbourg.

##### Saison 2014-2015
Cette avant-dernière saison avec le FC Valence, Sofiane Feghouli joue dans un club où la stabilité est de moins en moins garantie, après avoir été coach par Juan Antonio Pizzi, le club décide de s'en séparer, et décide d'engager Nuno Espírito Santo, avec lui aussi, Feghouli jouera essentiellement au poste d'ailier droit, le premier match de la saison sera lors du choc, contre le FC Séville, le match se terminera sur un match nul de 1-1. Son premier but de cette saison sera contre le FC Córdoba où il réalise un joli troisième but inscrit à le 77e minute de la rencontre. Cette victoire permet à Valence de prendre la tête de la Liga. Il réalise même un doublé lors de la 15e journée, contre le Rayo Vallecano, un premier but d'une tête décroisée sur un centre de Antonio Barragán à la 13e minute, et le second but reprenant du bout du pied un ballon mal dégagé par le gardien adverse à la 34e minute, victoire de Valence, net, 3-0. Il finit l’année 2014 sur une bonne note.
Pour cette nouvelle année, Feghouli ne joue pas avec son club, car il participera à la Coupe d'Afrique des nations 2015, avec l'Algérie, de retour de la compétition, Nuno Espírito Santo, décide de le faire jouer, contre l'Espagnole de Barcelone, en remplaçant Rodrigo, victoire de Valence, 1-2. Le 13 avril 2015, pour la 31e journée, il marque son premier but en club en 2015, contre Levante, but sur une tête à la 36e minute qui permet de monter le score à 2-0, fin du match victoire de son équipe et lui sur le score de 3-0. Il marquera encore deux matchs en championnat contre le Grenade durant la 33e journée et dans le dernier match de la saison en Liga contre Almería, d'ailleurs dans ce dernier match, il sera aussi passeur et l’équipe de Valence gagne 2-3 à l’extérieur et termine quatrième de Liga, place qualificative pour la Ligue des champions. En Coupe du Roi, Feghouli n'a joué aucun match et Valence sera éliminé en 1/8. Au total, Feghouli aura joué 33 matchs et aura  mis 6 buts toute compétition confondue.

##### Saison 2015-2016
Pour sa dernière saison, sous les couleurs des Blanquinegros, n'a pas fermé la porte quant à un possible départ de Sofiane Feghouli, en outre, le Milan AC, se serait positionné pour recruter l'international algérien.

« Il est vrai que le contrat de Sofiane Feghouli prendra fin dans une saison et qu’il est l’un des seuls à ne pas encore avoir renouvelé par rapport au reste de ses coéquipiers. Une chose est sûre, c’est que nous voulons qu’il reste encore avec nous, mais il reste encore quelques jours avant la clôture du mercato de cette intersaison et tout est possible. »

— Nuno Espírito Santo

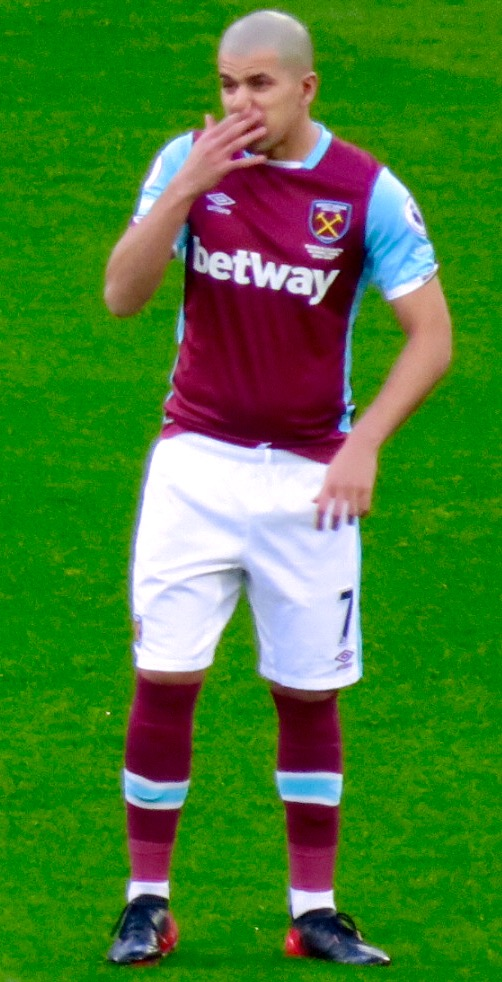
Feghouli avec West Ham United en 2017.

Son premier match de la saison, le 30 août 2015, il joue contre le Deportivo La Corogne, revenu de blessure, Nuno Espírito Santo, ne le fera rentrer qu'à la 63e minute, à la place de Santi Mina, match nul 0-0. Son premier but de la saison sera contre l'Olympique lyonnais en Ligue des champions, où à la 42e minue, il tire une frappe des 25 mètres et met une barre rentrant que le portier lyonnais, Anthony Lopes, ne peut arrêter, le match se termine sur une victoire de Valence 0-1, il enchaîne toujours en Coupe d'Europe, avec un but contre KAA La Gantoise, cette victoire (2-1) est d'autant plus importante, car, elle permet à Feghouli et son club de jouer la Ligue Europa, étant donné qu'il termine troisième de leur groupe de premier tour en Ligue des champions. Dans cette compétition, dans le match retour en 1/16 contre le Rapid Vienne, il marque un but à la 64e et sera aussi passeur à la 72e, victoire 0-4. En 1/8, ils seront éliminés par l'Athletic de Bilbao. En Coupe du Roi, il sera pour la deuxième fois éliminé en 1/2, contre le FC Barcelone, il ne connaîtra donc jamais une finale de Coupe du Roi. En championnat, il joue peu de matches contrairement à la saison suivante, car il sera blessé à la jambe et sera suspendu une semaine par le club, pour avoir manqué un entraînement. Le seul match où il sera déterminant, ce sera contre Levante, pour le compte de la 10e journée de Liga, au total, cette saison, il aura joué 33 matchs et marque 5 buts.
Au cours de ces six années passées au FC Valence, il aura joué 202 matchs, inscrit 31 buts, et réalisé 40 passes décisives, il fait partie des joueurs emblématiques du club.

#### Passage en Angleterre à West Ham

##### Saison 2016-2017
Le 14 juin 2016, Feghouli rejoint West Ham pour trois ans avec un salaire estimé à trois millions d'euros par an.
Malheureusement, Feghouli se blesse en début de saison et rate six semaines de compétition, puis peine à trouver une place de titulaire ; une équipe-type obtenant de bons résultats s'étant constituée. Il ne joue plus jusqu'au mercato hivernal. Il souhaite quitter le club mais se heurte au refus des dirigeants. De janvier à mars, il enchaîne des matchs en étant titulaire comme lors de celui contre Manchester United où il est expulsé. Cependant, Feghouli ne parvient pas à s'imposer chez les Hammers à cause notamment de sa mésentente avec son entraîneur Slaven Bilić. Le joueur juge son passage au club comme un échec. Après une saison en Angleterre et 27 matchs joués pour quatre buts, il décide de quitter le club pour rejoindre Galatasaray en Turquie avec une indemnité de transfert s'élevant à quatre millions.

#### Renouveau en Turquie à Galatasaray

##### Saison 2017-2018
Après son aventure anglaise ratée à West Ham United, il signe pour un contrat de cinq ans, il a été transféré dans l'optique de remplacer l'international néerlandais, Wesley Sneijder. À son arrivée, il déclare :

« Je suis un fan depuis longtemps du Galatasaray, j'ai vu aujourd'hui l'impressionnant Stade Türk Telekom et son public fabuleux. Je suis impatient d'y évoluer avec mes futurs coéquipiers. Je suis venu pour devenir champion, je veux le championnat, on va y travaille et si j'ai signé pour cinq ans c'est pour connaitre une longue histoire avec Galatasaray. »

— Sofiane Feghouli
Son premier match sous les couleurs du clubs stambouliote, sera le 10 septembre 2017, en championnat, contre Antalyaspor, où il rentre à la 86e minute, à la place de Younès Belhanda, match nul 1-1. Son premier but en Turquie, sera contre Bursaspor, pour la huitième journée, il égalise, à la 73e minute, son équipe s'impose sur le fil sur le score de 1-2, grâce à cette victoire, Galatasaray. Il sera champion de Turquie, avec son club, il aura joué 31 matchs et aura marqué 7 buts.

##### Saison 2018-2019
Avec le coach Fatih Terim, très respecté en Turquie, Sofiane Feghouli joue essentiellement au poste d'ailier droit, durant la seconde partie de saison. Au début de saison, notamment lors de la sixième journée de championnat contre l'Akhisar Belediyespor, il joue cette fois-ci en tant qu'ailier gauche. Globalement cette saison, il réalise de bon match en championnat, son équipe et lui seront même champion de Turquie, pour une deuxième fois d'affilée. Mais là où il se distinguera particulièrement, c'est son but en finale de Coupe de Turquie. À la 88e minute, Feghouli, durant la rencontre a reçu un centre du Brésilien Mariano, avant de placer une tête sur laquelle le gardien intervient mais la balle retombe devant l'ailier algérien qui la reprend de volée pour la mettre au fond des filets et donne l'avantage à son équipe, Galatasaray, s'impose sur le score de 1-3, et remporte leur 18e Coupe de Turquie, il s'agit du troisième trophée, pour Sofiane Feghouli, dans cette saison, il devient même sportif de l’année du club, il aura joué 40 matchs, et aura marqué 13 buts.

##### Saison 2019-2020
Le 17 février 2019, c'est sous les couleurs du club stambouliote qu'il réalise le premier hat-trick de sa carrière professionnelle, en marquant trois buts lors d'un match de Süper Lig face à Kasımpaşa (victoire 1-4).

### Carrière internationale

#### Formation tricolore et choix de sélection
Sofiane Feghouli sera sélectionné en équipe de France espoirs, (auparavant il aura déjà joué deux matchs avec l'équipe de France des moins de 18 ans), il honore sa première sélection contre les espoirs bosniens en tant que remplaçant au cours du match d'Anthony Mounier le 9 septembre 2008, il rentre à la 75e minute, la France gagne 0-1. Il est, au mois d'octobre 2008, présélectionné par Raymond Domenech pour jouer en équipe de France A à l'occasion d'un match amical face à l'Uruguay.

#### CAN 2013
Possédant la double nationalité franco-algérienne, il est contacté en 2010 par le sélectionneur Rabah Saâdane qui lui propose d'intégrer l'équipe nationale algérienne en vue de la Coupe du monde 2010. Le capitaine de la sélection Yazid Mansouri le contacte également pour le convaincre de jouer pour son pays d'origine.
Feghouli ne répond pas favorablement, estimant ne pas être en condition, étant blessé, pour disputer une telle compétition et indiquant qu'il ne souhaite pas intégrer la sélection tout de suite. En février 2011, il laisse cependant entendre qu'il pourrait porter le maillot des Fennecs lorsqu'il aura retrouvé son meilleur niveau.

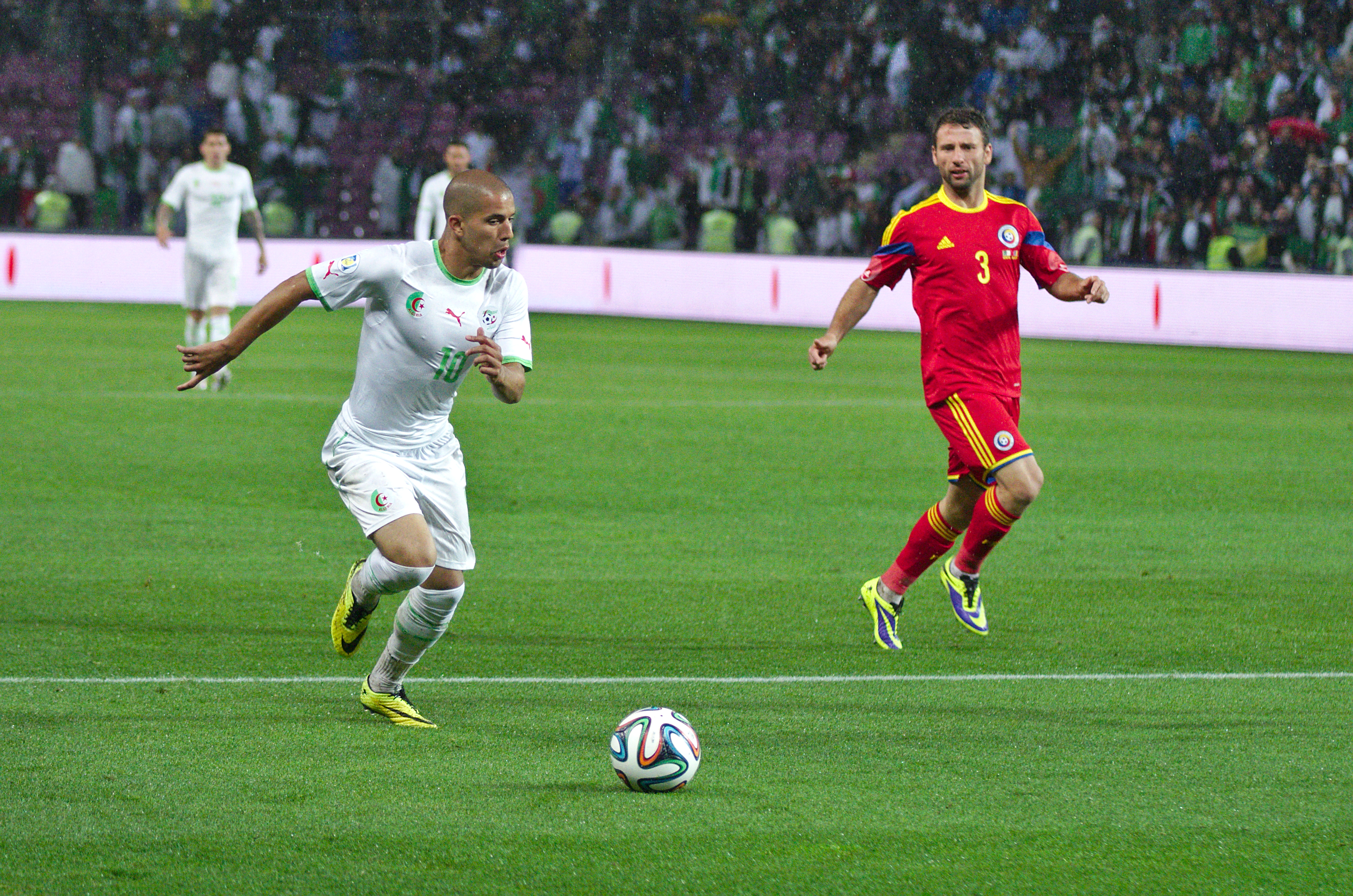
Sofiane Feghouli contre l'Arménie.

En mai 2011, Feghouli choisit définitivement de représenter l’équipe d'Algérie à la suite d'un entretien avec le président de la FAF, Mohamed Raouraoua. En octobre 2011, il confirme officiellement à l'occasion d'une conférence de presse son choix de jouer pour la sélection algérienne. Revenant sur son choix en janvier 2015, Feghouli déclare ne s'être jamais senti « pleinement intégré dans la société française », ce qui l'a poussé à choisir l'équipe d'Algérie.
Quelques jours plus tard, Feghouli fait partie de la liste des trente joueurs appelés par Vahid Halilhodžić pour affronter la Tunisie et le Cameroun en amical. Il inscrit son premier but officiel sous les couleurs de l'Algérie le 29 février 2012 contre la Gambie. Le 2 juin 2012, Feghouli marque son deuxième but face au Rwanda au cours d'une victoire 4-0.
Sofiane Feghouli dispute sa première compétition internationale lors de la Coupe d'Afrique des nations 2013. Lors du dernier match de poule de la compétition, Feghouli marque sur pénalty face à la Côte d'Ivoire, offrant le seul point à l'Algérie.

#### Coupe du monde 2014
Après une Coupe d'Afrique 2013, rate, Sofiane Feghouli participera aux éliminatoires de Coupe du monde 2014, zone Afrique. Le 26 mars 2013, il ouvre le score lors de la victoire 3-1 des Fennecs face au Bénin toujours dans le cadre des éliminatoires de la Coupe du monde 2014. Sofiane Feghouli fait partie des 23 joueurs sélectionnés pour participer à la Coupe du monde 2014 au Brésil. 

#### De 2015 à aujourd'hui
L'année suivante, il participe à la Coupe d'Afrique des nations 2015. En juin 2019, il fait partie des joueurs sélectionnés par Djamel Belmadi pour participer à la Coupe d'Afrique des nations 2019. L'Algérie remporte la finale contre le Sénégal (0-1). En janvier 2022, Il fait partie des joueurs sélectionnés pour participer à la Coupe d'Afrique des nations 2021 où L'Algérie sort dès le premier tour. Le 29 décembre 2023, il est retenu dans la liste des vingt-sept joueurs algériens sélectionnés par Djamel Belmadi pour disputer la Coupe d'Afrique des nations 2023.

## Statistiques

### En club
| Saison                | Club                  | Championnat           | Championnat | Championnat | Championnat | Coupe nationale | Coupe nationale | Coupe nationale | Coupe de la Ligue | Coupe de la Ligue | Coupe de la Ligue | Compétition(s) continentale(s) | Compétition(s) continentale(s) | Compétition(s) continentale(s) | Compétition(s) continentale(s) | Total | Total | Total |
| Saison                | Club                  | Division              | M.          | B.          | P.d.        | M.              | B.              | P.d.            | M.                | B.                | P.d.              | Comp.                          | M.                             | B.                             | P.d.                           | M.    | B.    | P.d.  |
| 2006-2007             | Grenoble Foot 38      | Ligue 2               | 3           | 0           | 0           | 0               | 0               | 0               | -                 | -                 | -                 | -                              | -                              | -                              | -                              | 3     | 0     | 0     |
| 2007-2008             | Grenoble Foot 38      | Ligue 2               | 26          | 3           | 0           | 1               | 0               | 0               | -                 | -                 | -                 | -                              | -                              | -                              | -                              | 27    | 3     | 0     |
| 2008-2009             | Grenoble Foot 38      | Ligue 1               | 26          | 0           | 1           | 2               | 0               | 0               | -                 | -                 | -                 | -                              | -                              | -                              | -                              | 28    | 0     | 1     |
| 2009-2010             | Grenoble Foot 38      | Ligue 1               | 5           | 0           | 0           | -               | -               | -               | 1                 | 0                 | 0                 | -                              | -                              | -                              | -                              | 6     | 0     | 0     |
| Sous-total            | Sous-total            | Sous-total            | 60          | 3           | 1           | 3               | 0               | 0               | 1                 | 0                 | 0                 | -                              | -                              | -                              | -                              | 64    | 3     | 1     |
| 2010-2011             | UD Almería (prêt)     | Liga                  | 9           | 2           | 0           | 1               | 0               | 0               | -                 | -                 | -                 | -                              | -                              | -                              | -                              | 10    | 2     | 0     |
| 2010-2011             | Valence CF            | Liga                  | 3           | 0           | 0           | 1               | 1               | 0               | -                 | -                 | -                 | C1                             | 1                              | 0                              | 0                              | 5     | 1     | 0     |
| 2011-2012             | Valence CF            | Liga                  | 30          | 6           | 5           | 6               | 0               | 0               | -                 | -                 | -                 | C1+C3                          | 6+7                            | 0                              | 0+2                            | 49    | 6     | 7     |
| 2012-2013             | Valence CF            | Liga                  | 27          | 3           | 6           | 2               | 0               | 0               | -                 | -                 | -                 | C1                             | 8                              | 3                              | 1                              | 37    | 6     | 7     |
| 2013-2014             | Valence CF            | Liga                  | 32          | 4           | 8           | 3               | 0               | 0               | -                 | -                 | -                 | C3                             | 10                             | 3                              | 0                              | 45    | 7     | 8     |
| 2014-2015             | Valence CF            | Liga                  | 33          | 6           | 6           | 1               | 0               | 0               | -                 | -                 | -                 | -                              | -                              | -                              | -                              | 34    | 6     | 6     |
| 2015-2016             | Valence CF            | Liga                  | 21          | 1           | 1           | 2               | 0               | 0               | -                 | -                 | -                 | C1+C3                          | 7+3                            | 3+1                            | 1+1                            | 33    | 5     | 3     |
| Sous-total            | Sous-total            | Sous-total            | 146         | 20          | 26          | 15              | 1               | 0               | -                 | -                 | -                 | -                              | 42                             | 10                             | 5                              | 203   | 31    | 31    |
| 2016-2017             | West Ham United FC    | Premier League        | 21          | 3           | 3           | 1               | 0               | 0               | 3                 | 0                 | 0                 | C3                             | 2                              | 1                              | 0                              | 27    | 4     | 3     |
| 2017-2018             | Galatasaray SK        | Süper Lig             | 27          | 6           | 9           | 4               | 1               | 1               | -                 | -                 | -                 | -                              | -                              | -                              | -                              | 31    | 7     | 10    |
| 2018-2019             | Galatasaray SK        | Süper Lig             | 29          | 9           | 6           | 6               | 3               | 1               | -                 | -                 | -                 | C1+C3                          | 3+2                            | 1+0                            | 0                              | 40    | 13    | 7     |
| 2019-2020             | Galatasaray SK        | Süper Lig             | 27          | 6           | 3           | 4               | 1               | 2               | -                 | -                 | -                 | C1                             | 5                              | 0                              | 0                              | 36    | 7     | 5     |
| 2020-2021             | Galatasaray SK        | Süper Lig             | 22          | 2           | 4           | -               | -               | -               | -                 | -                 | -                 | C3                             | 3                              | 0                              | 0                              | 25    | 2     | 4     |
| 2021-2022             | Galatasaray SK        | Süper Lig             | 21          | 2           | 4           | -               | -               | -               | -                 | -                 | -                 | C1+C3                          | 1+8                            | 0+3                            | 0+1                            | 30    | 5     | 5     |
| Sous-total            | Sous-total            | Sous-total            | 126         | 25          | 26          | 14              | 5               | 4               | -                 | -                 | -                 | -                              | 22                             | 4                              | 1                              | 162   | 34    | 31    |
| 2022-2023             | Fatih Karagümrük      | Süper Lig             | 9           | 0           | 1           | 0               | 0               | 0               | -                 | -                 | -                 | -                              | -                              | -                              | -                              | 9     | 0     | 1     |
| 2023-2024             | Fatih Karagümrük      | Süper Lig             | 25          | 2           | 1           | 2               | 0               | 0               | -                 | -                 | -                 | -                              | -                              | -                              | -                              | 27    | 2     | 1     |
| Sous-total            | Sous-total            | Sous-total            | 34          | 2           | 2           | 2               | 0               | 0               | -                 | -                 | -                 | -                              | -                              | -                              | -                              | 36    | 2     | 2     |
| 2025-2026             | Amanat Baghdad (en)   | Iraq Stars League     | -           | -           | -           | -               | -               | -               | -                 | -                 | -                 | -                              | -                              | -                              | -                              | 0     | 0     | 0     |
| Total sur la carrière | Total sur la carrière | Total sur la carrière | 396         | 55          | 58          | 36              | 6               | 4               | 4                 | 0                 | 0                 | -                              | 66                             | 15                             | 6                              | 502   | 76    | 68    |

### En sélection nationale
| Saison                | Sélection             | Phases finales        | Phases finales | Phases finales | Phases finales | Éliminatoires CDM | Éliminatoires CDM | Éliminatoires CDM | Éliminatoires CAN | Éliminatoires CAN | Éliminatoires CAN | Matchs amicaux | Matchs amicaux | Matchs amicaux | Total | Total | Total |
| Saison                | Sélection             | Compétition           | M              | B              | Pd             | M                 | B                 | Pd                | M                 | B                 | Pd                | M              | B              | Pd             | M     | B     | Pd    |
| --------------------- | --------------------- | --------------------- | -------------- | -------------- | -------------- | ----------------- | ----------------- | ----------------- | ----------------- | ----------------- | ----------------- | -------------- | -------------- | -------------- | ----- | ----- | ----- |
| 2011-2012             | Algérie               | -                     | -              | -              | -              | 2                 | 1                 | 0                 | 2                 | 1                 | 0                 | 1              | 0              | 0              | 5     | 2     | 0     |
| 2012-2013             | Algérie               | CAN 2013              | 3              | 1              | 1              | 3                 | 1                 | 0                 | 2                 | 0                 | 0                 | 2              | 0              | 0              | 10    | 2     | 1     |
| 2013-2014             | Algérie               | Coupe du monde 2014   | 4              | 1              | 2              | 2                 | 1                 | 0                 | -                 | -                 | -                 | 2              | 0              | 0              | 8     | 2     | 2     |
| 2014-2015             | Algérie               | CAN 2015              | 4              | 0              | 2              | -                 | -                 | -                 | 6                 | 1                 | 2                 | 2              | 2              | 0              | 12    | 3     | 4     |
| 2015-2016             | Algérie               | -                     | -              | -              | -              | -                 | -                 | -                 | 3                 | 2                 | 0                 | 2              | 0              | 0              | 5     | 2     | 0     |
| 2016-2017             | Algérie               | -                     | -              | -              | -              | 2                 | 0                 | 0                 | 1                 | 0                 | 0                 | 1              | 0              | 0              | 4     | 0     | 0     |
| 2017-2018             | Algérie               | -                     | -              | -              | -              | 1                 | 0                 | 0                 | -                 | -                 | -                 | -              | -              | -              | 1     | 0     | 0     |
| 2018-2019             | Algérie               | CAN 2019              | 6              | 1              | 1              | -                 | -                 | -                 | 4                 | 0                 | 2                 | 3              | 0              | 0              | 13    | 1     | 3     |
| 2019-2020             | Algérie               | -                     | -              | -              | -              | -                 | -                 | -                 | 2                 | 0                 | 0                 | 2              | 0              | 0              | 4     | 0     | 0     |
| 2020-2021             | Algérie               | -                     | -              | -              | -              | -                 | -                 | -                 | 3                 | 2                 | 0                 | 3              | 2              | 1              | 6     | 4     | 1     |
| 2021-2022             | Algérie               | CAN 2021              | 2              | 0              | 0              | 6                 | 4                 | 1                 | -                 | -                 | -                 | -              | -              | -              | 8     | 4     | 1     |
| 2023-2024             | Algérie               | CAN 2023              | 1              | 0              | 0              | 1                 | 0                 | 0                 | 0                 | 0                 | 0                 | 5              | 0              | 0              | 7     | 0     | 0     |
| Total sur la carrière | Total sur la carrière | Total sur la carrière | 20             | 3              | 6              | 17                | 7                 | 1                 | 23                | 6                 | 4                 | 23             | 4              | 1              | 83    | 20    | 12    |

#### Matchs internationaux
Le tableau suivant liste les rencontres de l'équipe d'Algérie dans lesquelles Sofiane Feghouli a été sélectionné depuis le 29 février 2012 jusqu'à présent.

## Palmarès

### En club
Galatasaray SK
- Championnat de Turquie
  - Champion (2) : 2018 et 2019
  - Vice-Champion : 2021
- Coupe de Turquie
  - Vainqueur (1) : 2019

- Supercoupe de Turquie
  - Vainqueur (1) : 2019
  - Finaliste : 2018

### En sélection
Algérie (1) 
- Coupe d'Afrique des nations (1) 
  - Vainqueur en 2019
- Coupe du monde : 
  - Huitième de finaliste en 2014[75]

### Distinctions personnelles
- 2008 :
  - L’équipe type de L1 - 4e journée en Ligue 1[76].
  - L’équipe type de L1 - 9e journée en Ligue 1[77].

- 2012 :
  - Ballon d'or algérien.
  - DZFoot d'or[78].
  - Dans l'équipe type africaine de l’année .

- 2013 :
  - Meilleur joueur arabe de l'année, selon le sondage annuel organisé par la chaîne de télévision MBC.

- 2014 :
  - Trophée du meilleur athlète masculins de l’année de « The Algerian Olympic and Sports Awards 2014 »

- 2015 :
  - Meilleur joueur africain de la Liga (Prix LFP)[79].
  - Dans l'équipe de la Liga du mois d'avril.
  - Homme du match en Ligue des champions, lors du match Valence CF-KAA La Gantoise, pour le compte de la 3e journee, dans le groupe H[80].

- 2019 :
  - Sportif de l’année à  Galatasaray SK 2019[81].
  - Meilleurs joueur du Süper Lig [82]

## Décorations
- Achir de l'ordre du Mérite national d'Algérie.

### Documentaires et interviews
- [vidéo] Sofiane Feghouli dans Le Club du Dimanche sur beIN SPORTS", DZFoot, 2014[83]
- [vidéo] Süper Lig : Feghouli, décisif pour le titre, BeIn Sports, 2019[84]
- [vidéo] CAN 2019 - Algérie / Sofiane Feghouli : "Le sélectionneur m'a tendu la main", BeIn Sports, 2019[85]

### Sources
- Léo Ruiz, « FEGHOULI A FAIT SON CHEMIN », So Foot,‎ 19 septembre 2012 (lire en ligne)
- Julien Ricotta, « Sofiane Feghouli : un Algérien de cœur », Europe 1,‎ 26 juin 2014 (lire en ligne)
- « Sofiane Feghouli, les confessions amères d'un Franco-Algérien », Le Point,‎ 20 janvier 2015 (lire en ligne)
- Alexandre Doskov, « LES DOULOUREUX ADIEUX GRENOBLOIS DE SOFIANE FEGHOULI », So Foot,‎ 19 janvier 2017 (lire en ligne)

### Ouvrages
Cette bibliographie est indicative.
- (en) Jesse Russell & Ronald Cohn, Sofiane Feghouli, Book on Demand Ltd., 2012, 83 p. (ISBN 9785511135144)